# Aphis arctiumi
Aphis arctiumi är en insektsart. Aphis arctiumi ingår i släktet Aphis och familjen långrörsbladlöss. Inga underarter finns listade i Catalogue of Life.